# توافق الذوات (فلسفة)
توافق الذوات، (أو البينذاتية)، هو مصطلح يشرح العلاقة الثقافية بين الناس ويستعمل في مجالات الفلسفة وعلم النفس وعلم الاجتماع والأنثروبولوجيا. وعادة ما تستخدم على النقيض من مصطلح وحدة الأنا (أي التجربة الفردية)، لتؤكد طبيعتنا ككائن اجتماعي.

## تعريف
مصطلح «توافق الذوات» (بالإنكليزية: Intersubjectivity) هو مصطلح صاغه علماء الاجتماع باعتباره وصفًا موجزا لمجموعة متنوعة من التفاعلات البشرية. على سبيل المثال، يدرج أخصائيو علم النفس الاجتماعي، أليكس غيليسبي وفلورا كورنش، ستة تعريفات على الأقل للموضوع المشترك (والتخصصات الأخرى لها تعريفات إضافية).
بشكل عام، يستخدم تعبير «توافق الذوات» في العلوم الاجتماعية للإشارة إلى اتفاق في فهم مفاهيم بين أطراف متعددة. فيقال هناك «توافق ما بين الذات» بين الناس إذا وافقوا على مجموعة معينة من المعاني أو لتعريفات لموقف ما. بالمثل، يُعرّف توماس شيف الـ «توافق الذوات» بأنه «مشاركة نفس الحالات بين شخصين أو أكثر.» 
يستخدم المصطلح أيضا للإشارة إلى الفطرة السليمة والمعاني المشتركة التي شيدت من قبل الناس في تفاعلها مع بعضها البعض وتستخدم كمصدر يومي لتفسير معنى عناصر الحياة الاجتماعية والثقافية. إذا كان الناس يتشاركون في الفطرة السليمة، فإنهم يتشاركون في تعريف الموقف.

## في الفلسفة
في الوقت الحاضر، يعد التوافق بين الذوات موضوعًا رئيسيًا في تقاليد الفلسفتين التحليلية والقارية كما تلعب دورا في إثبات حقيقة المقترحا، وتشكل ما يسمى موضوعية الكائنات.
من بين الاهتمامات الرئيسية في دراسات الوعي التي حصلت في الخمسين عاما الماضية هو ما يسمى «مشكلة العقول الأخرى» والتي تسأل كيف يمكننا أن نبرر إيماننا بأن للناس تفكير عقلي مشابه إلى حد بعيد لتفكيرنا وبأننا يمكننا التنبؤ بحاة تفكير الأخرين وتوقعاتهم كما تدل تجربتنا في كثير من الأحيان. لهذا، على النظريات الفلسفية المعاصرة حول توافق الذات إلى مدراسة مسألة العقول الأخرى.

### في علم الظواهر
لاحظ إدموند هوسرل، مؤسس علم الظواهر، أهمية توافق الذات. وتوصل إلى صياغة محاولات للتعامل مع مسألة «التوافق الذاتي» في نظريته حول التوافق الذاتي التطوري الأحادي.
تساعد التوافق الذاتي أيضًا على تكوين فكرة موضوعية: في تجربة العالم المعاش ليس فقط للذات، ولكن أيضًا للآخر، هناك جسر بين المفهوم الشخصي والمفهوم المشترك، أي بين الذات والآخر.

## في علم النفس
لفكرة التوافق الذاتي ثلاث نظريات في علم النفس: نظرية النظرية، نظرية المحاكاة ونظرية التفاعل.
تظهر دراسات حول الحوار والحوارية كيف أن اللغة بحد ذاتها هي عملية توافق ذاتي عميقًة. عندما نتحدث، نتعامل دائمًا مع محاورينا، ونأخذ وجهة نظرهم ونوجه إلى ما نعتقد أنهم يعتقدون (أو في أكثر الأحيان، لا يفكرون). ضمن هذا التقليد البحثي، قيل إن هيكل العلامات الفردية أو الرموز، أساس اللغة، هو مفهوم موضوعي  وأن العملية النفسية للتأمل الذاتي تستلزم توافقا ذاتيا. تقدم الأبحاث الحديثة حول الخلايا العصبية المرآنيةة دليلًا على الأساس المتداخل بعمق لعلم النفس البشري،  ويمكن القول أن الكثير من الأدبيات المتعلقة بالتعاطف ونظرية العقل ترتبط ارتباطًا مباشرًا بالموضوع.

## في نمو الطفل
تشير البحوث إلى أنه عندما نكون أطفالا، فإن الفطرة البشرية البيولوجية للأطفال مصممة ليستطيعوا «تنسيق أعمالهم مع الآخرين». هذه القدرة على التنسيق والمزامنة مع الآخرين تسهل التعلم المعرفي والعاطفي من خلال التفاعل الاجتماعي. بالإضافة إلى ذلك، فإن العلاقة الأكثر إنتاجية اجتماعيا بين الأطفال والبالغين هي ثنائية الاتجاه، حيث يحدد كلا الطرفين بنشاط ثقافة مشتركة.  يتيح الجانب ثنائي الاتجاه للأطراف النشطة تنظيم العلاقة بالطريقة التي تراها مناسبة - ما يراه مهمًا يتلقى التركيز الأكبر. يتم التركيز على فكرة أن الأطفال يشاركون بنشاط في كيفية تعلمهم، وذلك باستخدام التوافق الذاتي. 

### عبر الثقافات
تختلف الطرق التي يحدث بها التوافق الذاتي بين الثقافات. في بعض مجتمعات السكان الأصليين في أمريكا، ينتشر التواصل غير اللفظي بشكل كبير بحيث يمكن أن يحدث التداخل بين الأهداف بانتظام بين جميع أفراد المجتمع، وربما يرجع ذلك جزئيًا إلى «فهم ثقافي مشترك» وتاريخ من المساعي المشتركة. قد يتطور هذا «الفهم الثقافي المشترك» في مجتمعات أمريكية أصيلة صغيرة نشأ فيها الأطفال ضمن قيم مجتمعهم وتوقعاتهم وسبل عيشهم - التعلم من خلال المشاركة مع البالغين بدلاً من التعليم اللفظي المقصود - العمل بالترابط مع بعضهم البعض بشكل مشترك المساعي على أساس يومي. قد يكون كبروا في هذا السياق قد دفع أعضاء هذا المجتمع إلى الحصول على ما وصفه البعض بأنه «مزج بين الأجندات»،  أو من قِبل آخرين على أنها «مزيج من الدوافع». إذا كان لدى أفراد المجتمع أو الأسرة نفس الأهداف العامة في الاعتبار، فقد يتصرفون بشكل متماسك داخل حالة ذهنية متداخلة. سواء أكان الأشخاص في وجود بعضهم البعض أو فقط داخل نفس المجتمع، فإن هذا المزج بين الأجندات أو تداخل الدوافع يمكّن من التداخل بين الأهداف ضمن هذه المساعي المشتركة. 